# Зімон Бухер
Зімон Бухер (нім. Simon Bucher, 23 травня 2000) — австрійський плавець.
Учасник Олімпійських Ігор 2020 року, де в попередніх запливах на дистанції 100 метрів батерфляєм поділив 37-ме місце і не потрапив до півфіналів.